# Distretto di Cosenza
Il distretto di Cosenza fu una delle suddivisioni amministrative del Regno delle Due Sicilie, subordinate alla provincia di Calabria Citeriore, soppressa nel 1860.

## Istituzione e soppressione
Fu costituito nel con la legge 132 del 1806 Sulla divisione ed amministrazione delle province del Regno, varata l'8 agosto di quell'anno da Giuseppe Bonaparte. Con l'occupazione garibaldina e l'annessione al Regno di Sardegna del 1860, l'ente fu soppresso.

## Suddivisione in circondari
Il distretto era suddiviso in successivi livelli amministrativi gerarchicamente dipendenti dal precedente. Al livello immediatamente successivo, infatti, individuiamo i circondari, che, a loro volta, erano costituiti dai comuni, l'unità di base della struttura politico-amministrativa dello Stato moderno. A questi ultimi potevano far capo i rioni, centri a carattere prevalentemente rurale. I circondari del distretto di Cosenza ammontavano a diciassette ed erano i seguenti:
- Circondario di Cosenza:
Cosenza
- Circondario di Cerisano:
Cerisano, Castelfranco, Marano Principato, Mendicino
- Circondario di Dipignano:
Dipignano (con i rioni Laurignano, Tessano), Carolei, Domanico, Paterno
- Circondario di Rogliano:
Rogliano (con il rione Cuti), Belsito, Mangone, Marzi, Parenti, Santo Stefano
- Circondario di Grimaldi:
Grimaldi, Altilia (con il rione Maione), Malito
- Circondario di Scigliano:
Scigliano (con i rioni Calvisi, Celsito, Cupani, Diana, Lupia, Petrise, Serra, Traversa, Mannelli), Colosimi (con i rioni Arcuri, Coraci, Gigliotti, Ischi, Mascari, Melilla, Rizzuti, Trearia, Volponi), Pedivigliano (con i rioni Barboruso, Soveria, Pittarella, Villanova), Bianchi (con i rioni Cenzo, Morachi, Palagorio, Palinudo, Pargolia, Ronghi, Serra di Piro), Carpanzano, Panettieri
- Circondario di San Giovanni in Fiore:
San Giovanni in Fiore
- Circondario di Aprigliano:
Aprigliano (con i rioni San Nicola, Corte, Curti, Grupa, Guarno, Pera, Petroni, Santo Stefano, Vico), Cellara, Donnici Soprani (con il rione Donnici Sottani), Figline (con il rione Francolisi), Piane, Pietrafitta (con i rioni Sant'Ippolito, Turzano)
- Circondario di Spezzano Grande:
Spezzano Grande, Casole (con i rioni Scalzati, Verticillo), Trenta (con i rioni Cribari, Fermi, Feruci, Magli), Pedace (con i rioni Iotta, Perito), Spezzano Piccolo (con i rioni Macchia, Macchise), Serra
- Circondario di Celico:
Celico (con il rione Menneto), Lappano (con il rione Altavilla), Rovito (con i rioni Flavetto, Motta), Zumpano (con i rioni Motta, Rovella)
- Circondario di Rose:
Rose, Castiglione Cosentino, Luzzi, San Pietro in Guarano (con il rione San Benedetto)
- Circondario di Acri:
Acri
- Circondario di Bisignano:
Bisignano
- Circondario di San Marco:
San Marco, Cervicati, Fagnano (con il rione San Lauro), Roggiano
- Circondario di Cerzeto:
Cerzeto (con i rioni Cavallarizzo, San Giacomo), Rota (con il rione Mancalavita), Mongrassano (con il rione Serra di Leo), San Martino (con il rione Santa Maria Le Grotte), Torano (con il rione Sartano)
- Circondario di Montalto:
Montalto (con i rioni Santa Maria la Castagna, Vaccarizzo), San Vincenzo (con i rioni Espulsi, San Sisti), Lattarico (con il rione Regina), San Benedetto Ullano (con il rione Marri)
- Circondario di Rende:
Rende, San Fili (con la frazione Bucita), Marano Marchesato